# Rhanidophora phedonia
Rhanidophora phedonia là một loài bướm đêm trong họ Noctuidae.